# 氰乙酸乙氧基乙酯
氰乙酸乙氧基乙酯是一种有机化合物，化学式为C7H11NO3。它可由氰乙酸和乙氧基乙醇在硫酸氢钠一水合物催化下反应制得。它和丙烯醛在催化下反应，可以得到2-氰基-2,4-戊二烯酸乙氧基乙酯。